# Марленайм
Марленайм (фр. Marlenheim) — коммуна на северо-востоке Франции в регионе Гранд-Эст (бывший Эльзас — Шампань — Арденны — Лотарингия), департамент Нижний Рейн, округ Мольсем, кантон Мольсем. До марта 2015 года коммуна административно входила в состав упразднённого кантона Васлон (округ Мольсем).
Площадь коммуны — 14,59 км², население — 3477 человек (2006) с выраженной тенденцией к росту: 4005 человек (2013), плотность населения — 274,5 чел/км².

## Население
Население коммуны в 2011 году составляло 3806 человек, в 2012 году — 3906 человек, а в 2013-м — 4005 человек.
| 1962 | 1968 | 1975 | 1982 | 1990 | 1999 | 2006 | 2008 | 2011 | 2012 | 2013 |
| ---- | ---- | ---- | ---- | ---- | ---- | ---- | ---- | ---- | ---- | ---- |
| 1512 | 1823 | 2287 | 2822 | 2956 | 3365 | 3477 | 3509 | 3806 | 3906 | 4005 |

Динамика населения:

## Экономика
В 2010 году из 2377 человек трудоспособного возраста (от 15 до 64 лет) 1787 были экономически активными, 590 — неактивными (показатель активности 75,2 %, в 1999 году — 73,4 %). Из 1787 активных трудоспособных жителей работали 1675 человек (875 мужчин и 800 женщин), 112 числились безработными (48 мужчин и 64 женщины). Среди 590 трудоспособных неактивных граждан 184 были учениками либо студентами, 265 — пенсионерами, а ещё 141 — были неактивны в силу других причин.

## Достопримечательности (фотогалерея)
- Вид на Кронталь по дороге в коммуну
- На главной улице
- Здание отеля
- Крестьяне в галло-римских костюмах (археологический музей)
- Аббатство
- Церемония бракосочетания
- Церковь святого Ричарда
- Распятие
- Барельеф на Горе Елеонской
- Римский тимпан